# Звезда Большого креста Железного креста
Звезда Большого креста Железного креста (нем. Stern zum Großkreuz des Eisernen Kreuzes) — наивысшая военная награда Королевства Пруссии и Германской империи. Она считалась старшей наградой к Большому кресту Железного креста.
Звезда Большого креста предназначалась для самых выдающихся генералов, которые совершили небывалый по героизму подвиг во славу немецкого государства. Эта награда вручалась только два раза, с интервалом в столетие, — в 1813 году генерал-фельдмаршалу Гебхарду Блюхеру и в 1918 году генерал-фельдмаршалу Паулю фон Гинденбургу. Звезда Большого креста, пожалованная Блюхеру, была известна как Звезда Блюхера, а награда, врученная Гинденбургу — как Звезда Гинденбурга.
Во времена нацистской Германии, в случае победы, Звезду Большого креста или Железный крест с Золотыми лучами, в новом оформлении, должны были вручить самому успешному немецкому генералу Второй мировой войны. Но поскольку в 1945 году Германия была побеждена, эта награда так и не была вручена. Единственный известный экземпляр опытного образца этой награды сегодня находится в коллекции Академии Вест-Пойнт в США.
| Изображение | Описание                                                                                          |
| ----------- | ------------------------------------------------------------------------------------------------- |
|             | Звезда Большого креста Железного креста. Выпущена в 1813 году, кавалер — Гебхард Леберехт Блюхер. |
|             | Звезда Большого креста Железного креста. Выпущена в 1914 году, кавалер — Пауль фон Гинденбург.    |
|             | Звезда Большого креста Железного креста, выпущенная в 1939 году.                                  |